# Нова Костараџа
Нова Костараџа (грч. Νέο Κωσταράζι) је насељено место у општини Рупишта у периферији Западна Македонија, Грчка. Према попису из 2021. године било је 609 становника.
Нова Костараџа је насеље изграђено после Грчког грађанског рата, где су насељени житељи старог насеља Костараџа који су га напустили током рата.